# Patulibacter medicamentivorans
Patulibacter medicamentivorans es una bacteria grampositiva del género Patulibacter. Fue descrita en el año 2013. Su etimología hace referencia a degradación de medicamentos. Es aerobia e inmóvil. Catalasa positiva y oxidasa negativa. Tiene un tamaño de 0,3-0,4 micrómetros (μm) de ancho por 1-1,1 μm de largo. Forma colonias semitraslúcidas, irregulares, de color blanco cremoso y con márgenes ondulados en agar TSA. Temperatura de crecimiento entre 20-39 °C, óptima de 32 °C. Es sensible a ampicilina, amikacina, bacitracina, ceftazidima, ceftriaxona, ciprofloxacino, cloranfenicol, eritromicina, gentamicina, novobiocina, polimixina y vancomicina. Resistente a aztreonam y tetraciclina. Tiene un contenido de G+C de 74,1%. Se ha aislado de lodos activados de planta de tratamiento de aguas residuales  en Portugal. Se ha observado en laboratorio que tiene capacidad de degradar el ibuprofeno.